# ヘルマン・ツンペ
ヘルマン・ツンペ（ドイツ語: Hermann Zumpe, 1850年4月9日 - 1903年9月4日）は、ドイツの指揮者、作曲家。

## 略歴
バウツェンの音楽学校で学び、器楽奏者としてデビュー。のち指揮に転じ、ザルツブルク、ヴュルツブルク、フランクフルト等の歌劇場指揮者を歴任。バイエルン宮廷歌劇場総監督時代には、ワーグナー音楽を積極的に紹介したことで知られた。作曲家として、いくつかの歌劇、喜歌劇を遺している。

## 作品
- 歌劇『魔法にかかった王女』（1878年）
- 歌劇『アナーナ』（1881年）
- 喜歌劇『ファリネッリ』（1886年）
- 喜歌劇『カリーン』（1888年）
- 歌劇『サーヴィトリ』（1903年）